# Phthiridium hindlei
Phthiridium hindlei är en tvåvingeart som först beskrevs av Scott 1936.  Phthiridium hindlei ingår i släktet Phthiridium och familjen lusflugor. Inga underarter finns listade i Catalogue of Life.